# Nuphar
Nuphar Sm., 1809 è un genere di piante angiosperme appartenenti alla famiglia delle Ninfeacee dai fiori acquatici molto decorativi.

## Etimologia
Il nome generico (Nuphar) era già usato dagli antichi greci sotto la forma di ”noufar” (informazione ricavata dagli scritti di Dioscoride Pedanio (Anazarbe in Cilicia, 40 circa – 90 circa) che fu un medico, botanico e farmacista greco antico che esercitò a Roma ai tempi dell'imperatore Nerone) ; probabilmente l'origine di questo vocabolo va ricercata nella lingua persiana dove esiste la parola ”ninufar” (un giglio d'acqua) o anche nella parola araba ”nauphar” o ”nyloufar”.

Il nome scientifico attualmente accettato di questo genere (Nuphar) è stato proposto dal botanico inglese Sir James Edward Smith (2 dicembre 1759 – 17 marzo 1828) nella sua opera intitolata ”Florae Grecae Prodromus” del 1809.
 
Nei paesi anglosassoni queste piante vengono chiamate ”Brandy-bottle” in quanto significativamente ad un profumo vagamente alcolico si associa la forma ad ampolla del frutto.

## Descrizione
I dati morfologici si riferiscono soprattutto alle specie europee e in particolare a quelle spontanee italiane.

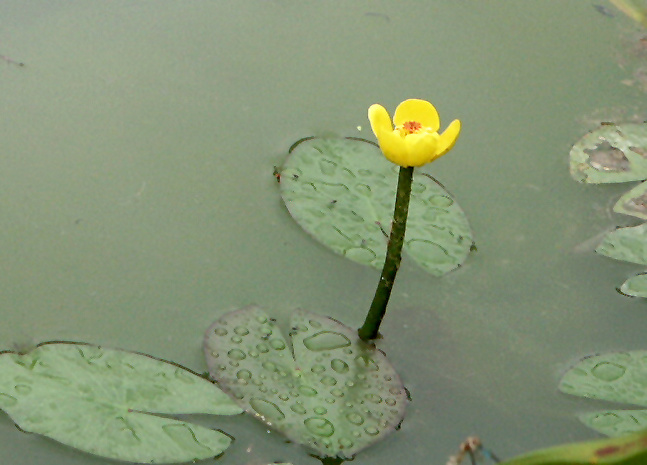
Il portamento (Nuphar pumila)

Sono piante acquatiche che vivono di preferenza nelle acque ferme o a lento decorso.  L'altezza può arrivare fino a 2 metri (dipende dalla profondità del bacino acquatico), La forma biologica delle specie di questo genere è idrofita radicante (I rad); ossia sono piante acquatiche perenni le cui gemme si trovano sommerse o natanti e hanno un apparato radicale che le ancora al fondale.

### Radici
Le radici sono fissate sul fondo fangoso e sono secondarie da rizoma.

### Fusto
- Parte ipogea: (in questo casi si tratta della parte sommersa) il fusto è rizomatoso a portamento prostrato e ramificato. Questo fusto è diverso dai fusti aerei delle piante terrestri in quanto non deve sostenere nessun peso; di conseguenza le parti legnose sono ridotte al minimo a favore dei tessuti aeriferi. Infatti questi fusti (come anche i piccioli e i peduncoli) sono percorsi da ampi canali aeriferi (per assicurare il galleggiamento e portare l'ossigeno alle radici). In genere i fusti risultano flaccidi ma tenaci ed estensibili per adattarsi continuamente ai differenti livelli dell'acqua.
- Parte epigea:  è praticamente assente.

### Foglie

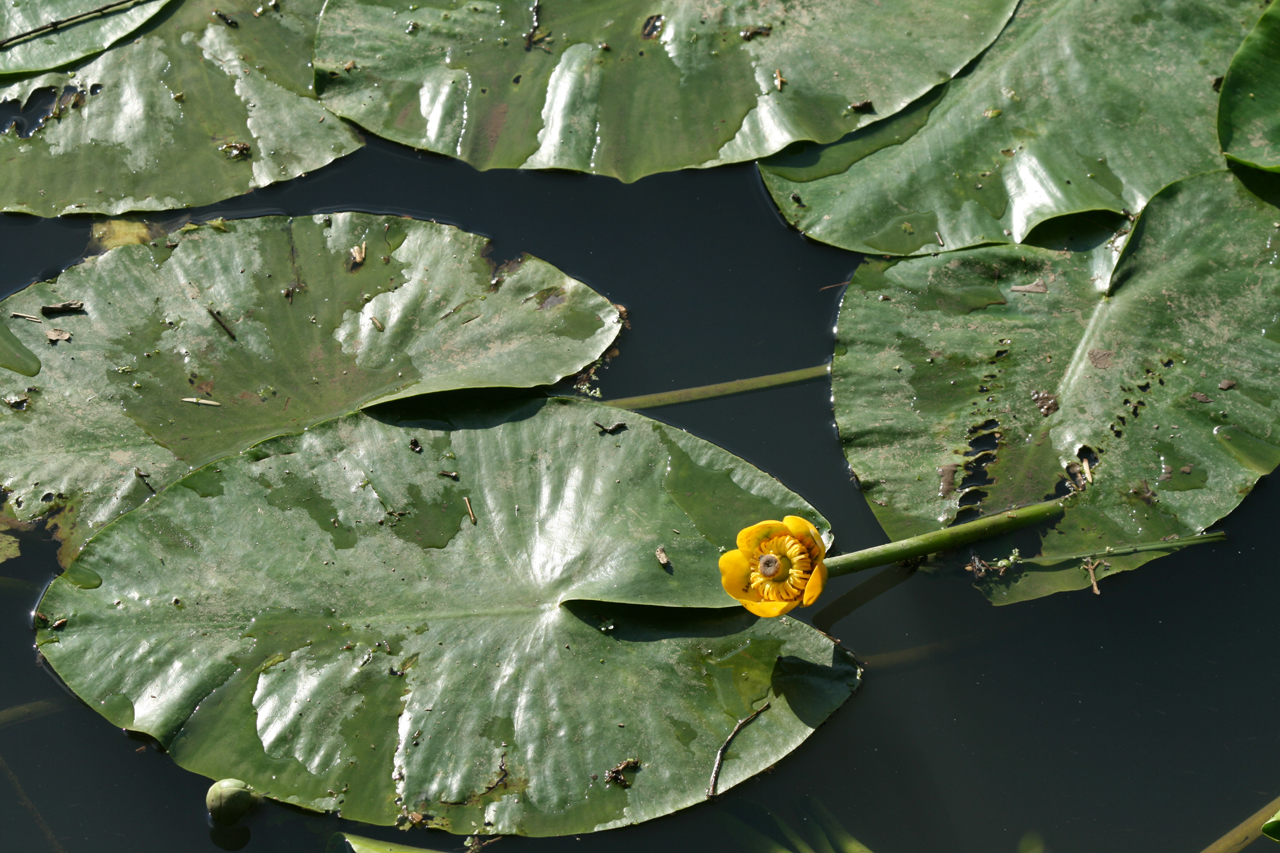
Le foglie (Nuphar lutea)

Le foglie sono grandi a forma cordato o sagittata, appiattite e peltate. Queste foglie galleggiano (o sono semi-sommerse) e sono provviste di stomi solo sulla pagina superiore. La lamina fogliare possiede una nervatura che parte dal nervo centrale e si dirama verso i margini sdoppiandosi più volte (non sono presenti i nervi trasversali).  Le due pagine (quella sopra e quella sotto) hanno ovviamente strutture anatomiche diverse interfacciando due elementi completamente differenti (aria e acqua). La lamina superiore è protetta da uno strato ceroso (questo per non essere bagnata, così l'acqua scivola via senza bloccare le aperture aerifere) e cosparsa da diversi stomi preposti appunto allo scambio aerifero ed è di colore verde; mentre quella inferiore è violacea.  Spesso è presente un certo dimorfismo fogliare: in alcune specie sono presenti delle foglie sommerse, più chiare e fragili (a lamina quasi cartacea) non peltate.

### Infiorescenza
L'infiorescenza è composta da fiori solitari portati sul pelo dell'acqua sorretti da peduncoli radicali. 

### Fiore

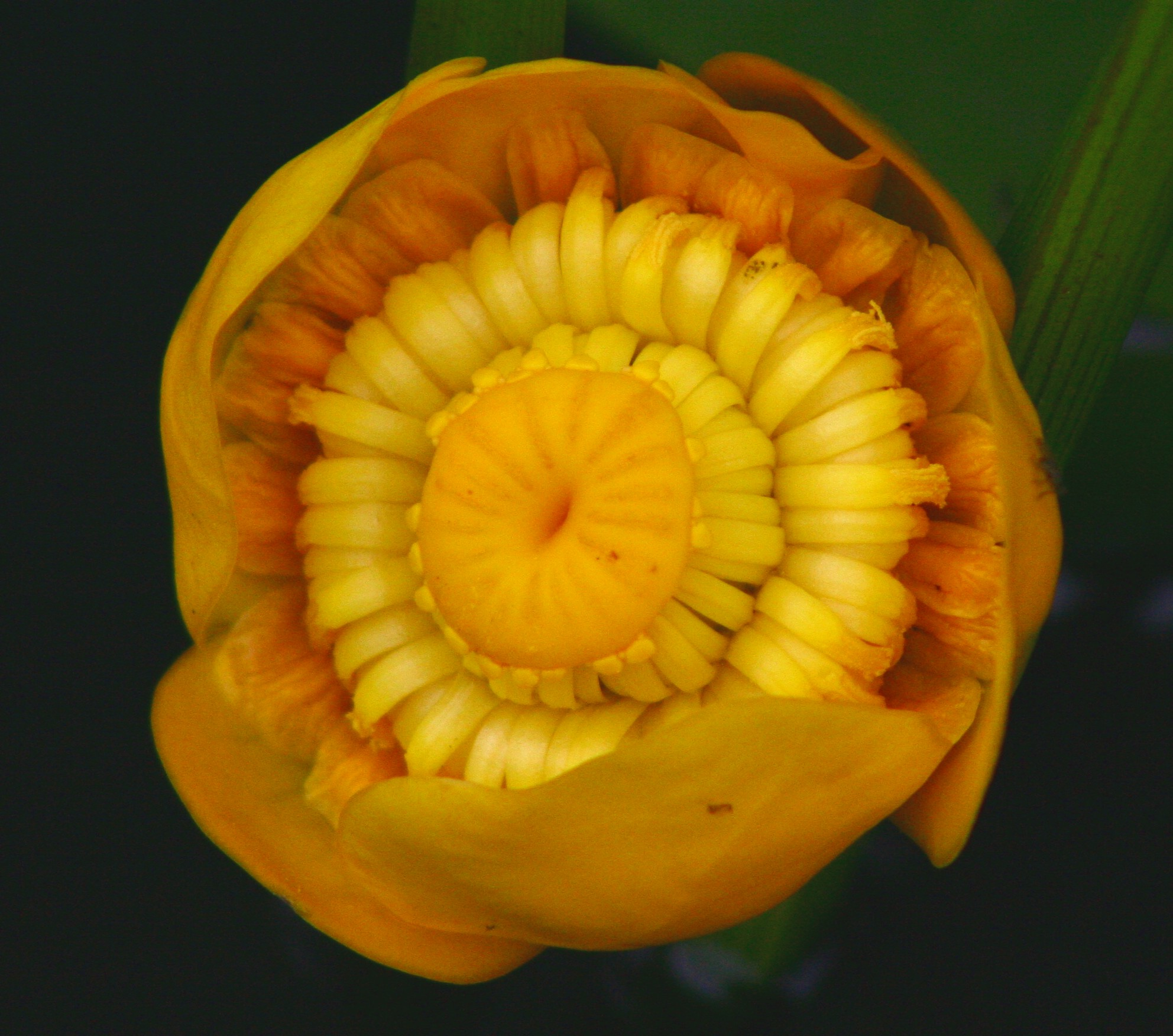
Il fiore (Nuphar lutea)
Località: "Giardino Botanico delle Alpi Orientali", Monte Faverghera (BL), 1500 m s.l.m. - 23/06/2007

I fiori sono ermafroditi, attinomorfi, polipetali (con un numero imprecisato di petali), spirociclici (i petali sono a disposizione spiralata/ciclica), in genere tutti gli altri elementi del fiore (calice e componenti riproduttivi) sono a disposizione spiralata.  Il perianzio è ipogino. Il colore dei fiori vari dal giallo al porporino.
- Formula fiorale:

* K 4, C molti A molti, G 8-molti (semi-infero) 
- Calice: i sepali del calice normalmente sono 5 (variano da 4 a 7) ed hanno una consistenza carnosa a forma concava. Sono di tipo petaloide e sono colorati: è quindi la parte più vistosa del fiore (funzione vessillifera); sono inoltre persistenti alla fruttificazione.
- Corolla: i petali sono più piccoli dei sepali e sono ridotti a delle squame; sono più simili agli stami che a dei petali veri e propri; la forma in genere è obovata. Il loro numero varia fino ad una ventina e più. Il nettare si trova alla base di questi petali sulla parte esterna della superficie.
- Androceo: gli stami sono numerosi (numero indefinito), portati da brevi filamenti, ripiegati verso l'esterno e caduchi; l'inserzione degli stami (multi-seriale) è del tipo ipogino e a spirale. Le antere maturano molto dopo lo stimma.
- Gineceo: l'ovario è supero e breve; la forma è globulare-ovoidale. L'ovario è formato da numerosi carpelli (8 o più) saldati insieme e con placentazione laminare[5]. Dai carpelli si dipartono da otto a trenta stimmi sessili (sono quasi privi dello stilo). Questi sono disposti a raggiera all'apice dell'ovario  e piegano verso l'esterno. Il centro di questi stimmi è depresso. Gli stimmi maturano subito alla prima apertura del fiore.
- Fioritura: generalmente in estate.
- Impollinazione: in genere le dimensioni dei granuli pollinici sono grandi, quindi viene favorita senz'altro una impollinazione entomofila.

### Frutti
Il frutto è una capsula quasi legnosa; la forma è simile ad una ampolla. La sua posizione è sopra il pelo dell'acqua, e quindi matura all'aria aperta (contrariamente al frutto a maturazione sommersa delle “vicine” Nymphaea). Quando si stacca dalla pianta galleggia e a maturazione completata si suddivide nei vari carpelli che lo compongono. In questi sono contenuti numerosi semi ovoidali immersi in una sostanza vischiosa e senza arillo. La disseminazione avviene sul pelo dell'acqua (dispersione idrocora), ma anche a mezzo degli uccelli (dispersione zoocora).

## Distribuzione e habitat
Questo genere è distribuito in tutti i continenti. La maggioranza delle specie provengono dall'America del nord.
Due specie vivono spontaneamente sull'arco alpino. La tabella seguente mette in evidenza alcuni dati relativi all'habitat, al substrato e alla diffusione delle specie alpine.
| Specie    | Comunità vegetali | Piani vegetazionali | Substrato | pH     | Livello trofico | H2O     | Ambiente | Zona alpina                                |
| --------- | ----------------- | ------------------- | --------- | ------ | --------------- | ------- | -------- | ------------------------------------------ |
| N. lutea  | 1                 | collinare montano   | Ca Ca/Si  | neutro | medio           | bagnato | A1       | tutto l'arco alpino (escl. CN AO NO BL UD) |
| N. pumila | 1                 | montano subalpino   | Si        | acido  | basso           | bagnato | A1       | UD (al confine?)                           |

Legenda e note alla tabella.

Per il “substrato” con “Ca/Si” si intendono rocce di carattere intermedio (calcari silicei e simili); vengono prese in considerazione solo le zone alpine del territorio italiano (sono indicate le sigle delle province).
Comunità vegetali:
1   = comunità acquatiche natanti o sommerse
Ambienti:
A1 = acque permanenti

## Tassonomia
Il genere Nuphar comprende le seguenti specie:
- Nuphar advena (Aiton) W.T.Aiton
- Nuphar × fluminalis Shiga & Kadono
- Nuphar japonica DC.
- Nuphar lutea (L.) Sm.
- Nuphar microphylla (Pers.) Fernald
- Nuphar orbiculata (Small) Standl.
- Nuphar polysepala Engelm.
- Nuphar pumila (Timm) DC.
- Nuphar × rubrodisca Morong
- Nuphar sagittifolia (Walter) Pursh
- Nuphar × saijoensis (Shimoda) Padgett & Shimoda
- Nuphar saikokuensis Shiga & Kadono
- Nuphar × spenneriana Gaudin
- Nuphar subintegerrima (Casp.) Makino
- Nuphar submersa Shiga & Kadono
- Nuphar ulvacea (G.S.Mill. & Standl.) Standl.
- Nuphar variegata Engelm. ex Durand

All'interno del genere le varie specie sono divise secondo la tipologia delle foglie e altre caratteristiche: 
- Sezione A1 : foglie di tipo cordiforme;

- Sezione B1 : piante a grande sviluppo: Nuphar lutea (Europa, Asia settentrionale e Africa del Nord); Nuphar advena (America boreale); Nuphar polysepala.
- Sezione B2 : piante a sviluppo modesto: Nuphar pumila (Europa centrale); Nuphar microphylla; Nuphar x intermedia.

- Sezione A2 : foglie di tipo sagittato: Nuphar sagittifolia; Nuphar japonica .

### Specie spontanee della flora italiana
Sul territorio italiano è presente una sola specie:
- Nuphar lutea L. - Ninfea gialla:  è una pianta la cui altezza varia da 20 a 200 cm; il ciclo biologico è perenne; la forma biologica è idrofita radicante (I rad); il tipo corologico è Eurasiatico; l'habitat tipico sono le acque stagnanti; la diffusione sul territorio italiano è discontinua (rara al sud) fino ad una altitudine di 1500 m s.l.m..

### Generi simili
Il genere Nymphaea è strettamente correlato al genere Nuphar. La differenza più evidente sta nel fatto che in Nymphaea i petali sono più grandi dei sepali, mentre in Nuphar i petali sono molto più piccoli dei sepali. Anche la maturazione del frutto è diversa: il frutto di Nymphaea affonda sotto il livello dell'acqua subito dopo che il fiore si è chiuso, mentre i frutti di Nuphar restano al di sopra del livello dell'acqua fino a maturità.

Entrambi i generi hanno foglie con una incisura radiale dalla circonferenza al picciolo.

Le ninfee sono talvolta chiamate fiori di loto, ma non vanno confuse con le specie di loto indiano del genere Nelumbo, usate nella cucina asiatica e sacre all'Induismo ed al Buddhismo. Il genere  Nelumbo inoltre appartiene ad un'altra famiglia (Nelumbonaceae), e un ordine diverso (Proteales).

## Usi

### Farmacia
- Sostanze presenti: tutta la pianta contiene notevoli quantità di acido tannico concentrate soprattutto nelle foglie e nel rizoma[6].
- Proprietà curative: la medicina popolare usa queste piante per le loro proprietà astringenti (limita la secrezione dei liquidi), o contro la dissenteria e l'emorragia. Si pensa che il rizoma infuso nel latte sia utile contro le blatte[6].
- Parti usate: rizoma, foglie e fiori.

### Giardinaggio
Le ninfee sono piante molto decorative e di facile coltivazione per cui sono molto comuni nei giardini acquatici di tutto il mondo. Sono piante rustiche che prediligono diverse tipologie di fondali fangosi, ma sempre in acque poco mosse o a lento deflusso. L'impianto va fatto in acque poco profonde: 15 – 30 cm. Se la posizione è soleggiata una fioritura abbondante è garantita. La moltiplicazione può essere fatta per cespi (specialmente se si tratta di cultivar o ibridi e quindi facilmente sterili) o per seme.

## Galleria d'immagini

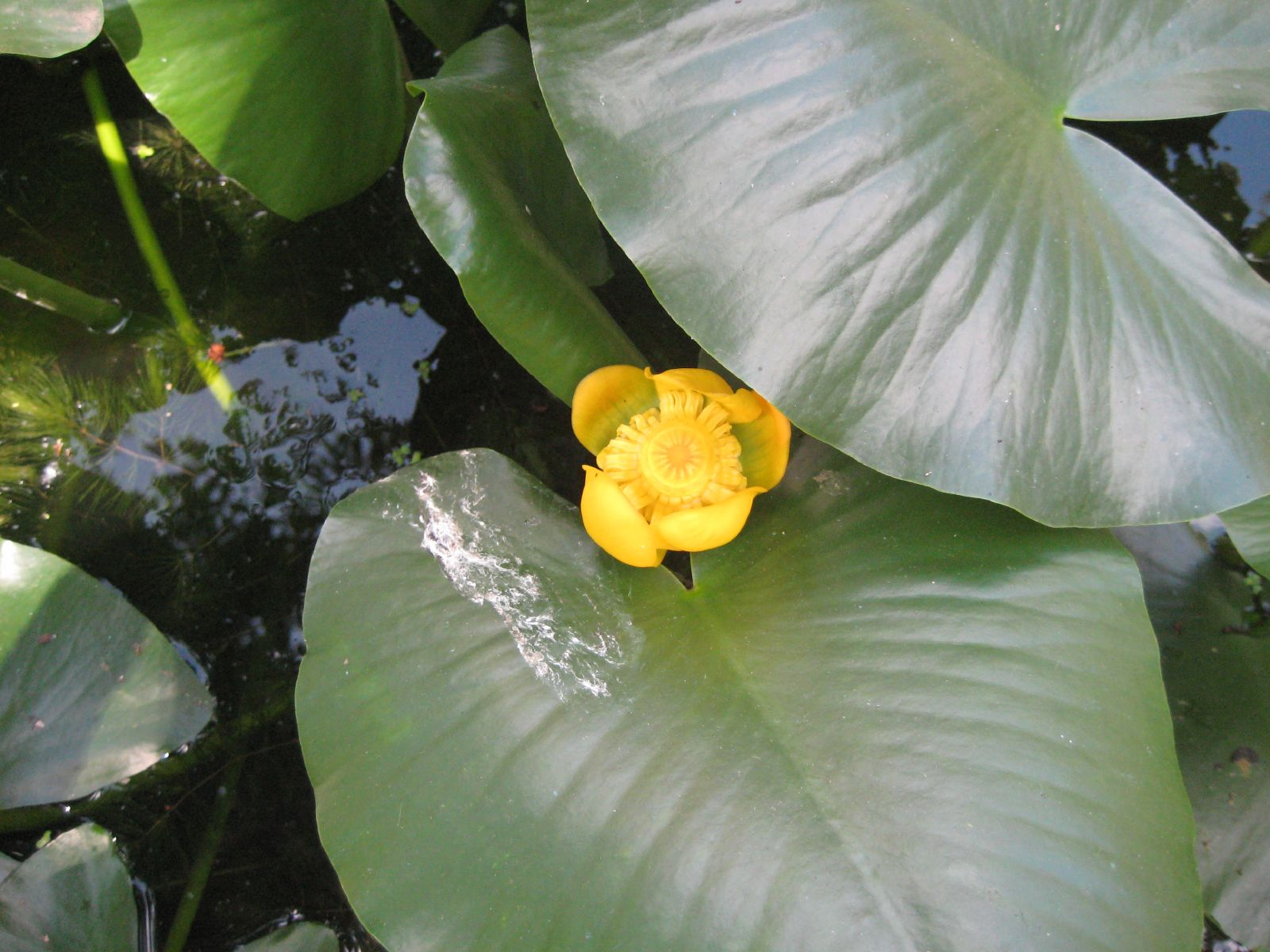
Nuphar advena
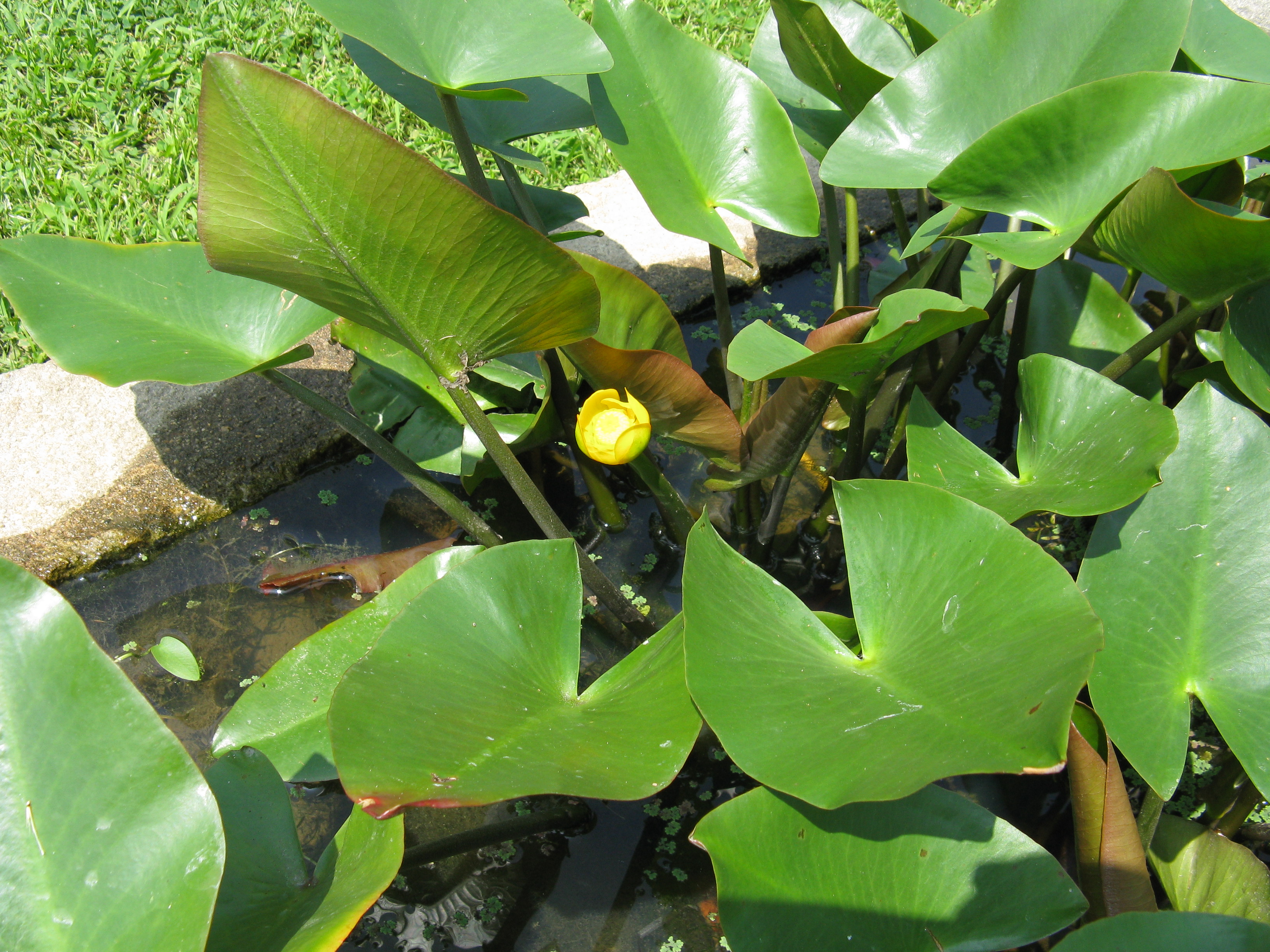
Nuphar japonica
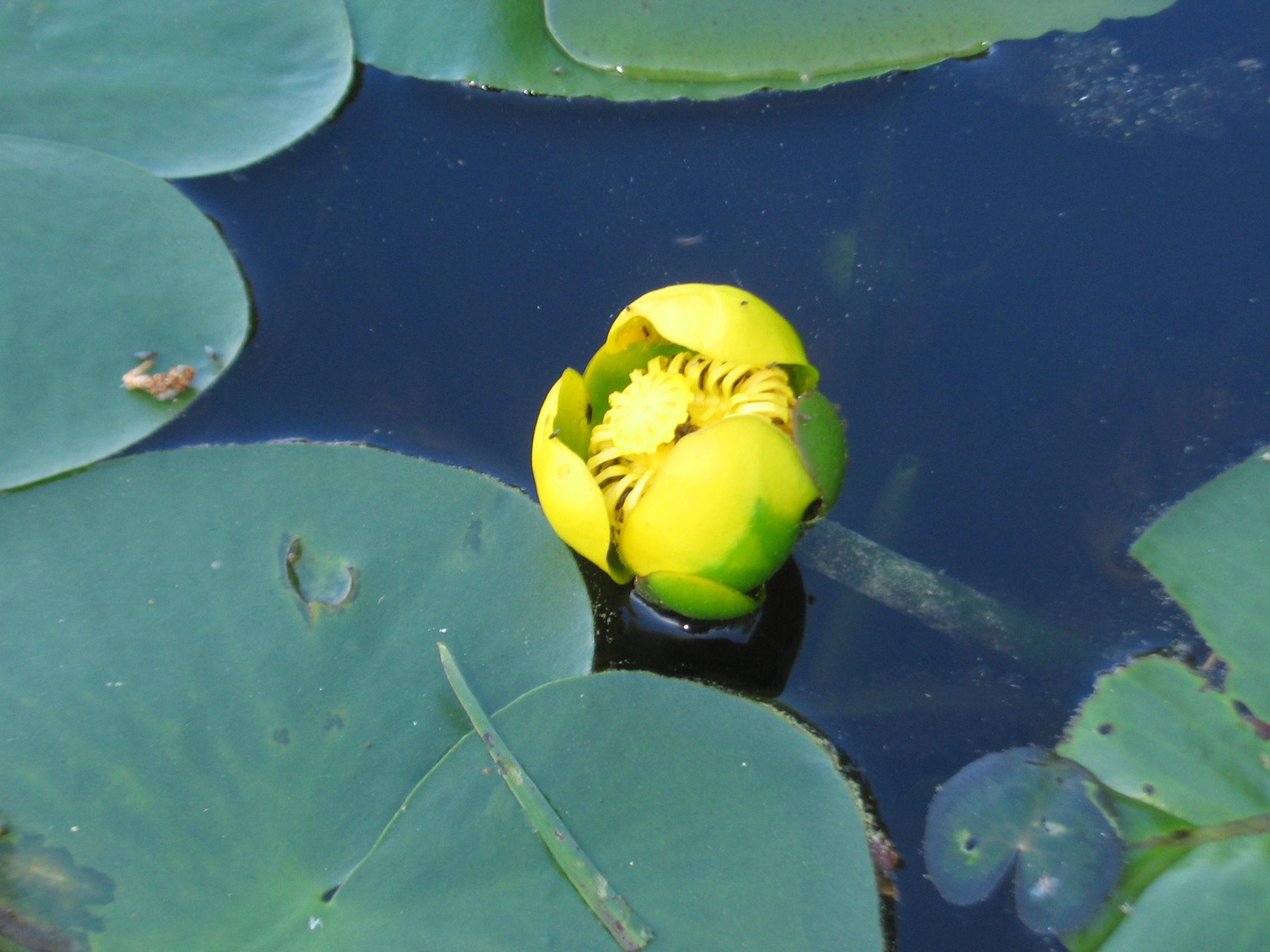
Nuphar variegata
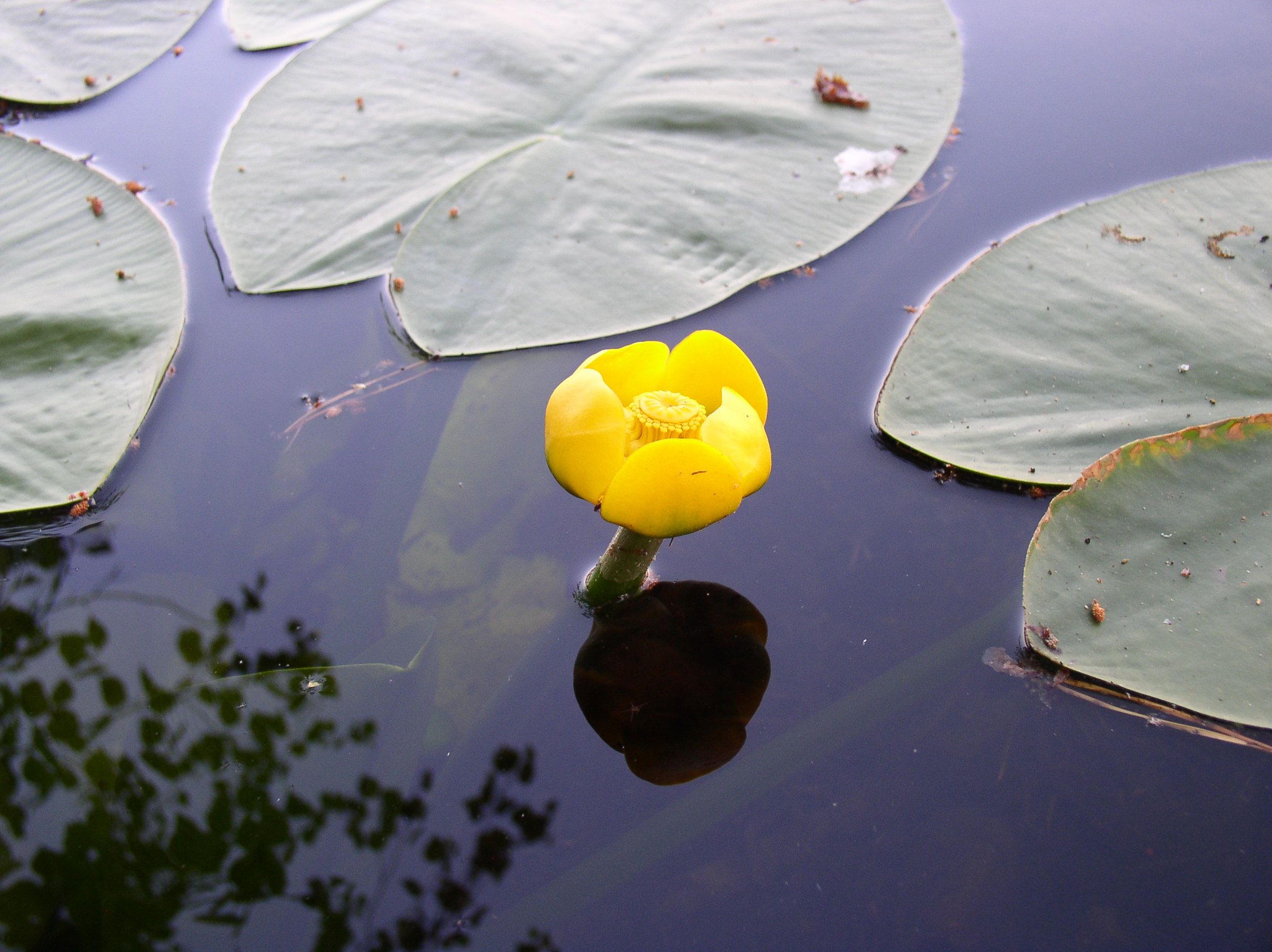
Nuphar lutea